# Eduard Marco
Eduard Marco Escamilla (Borbotó, 1976) es un poeta y traductor valenciano  licenciado en filología catalana por la Universidad de Valencia.

## Biografía
Integrante  del grupo “Qasida” de poesía en la Universidad. Ha publicado la Colección de poesía el “Alter de Catarroja”, quince poemas dentro de Ideologiari. Con  La quadratura del cercle ganó el premio Manuel Rodríguez Martínez de Alcoy, y en  2004 lo publicó la editorial  Brosquil Edicions. Posteriormente publica Càbala (2007). En el año 2009, con  Refugi incòlume guanya gana la primera edición del concurso “Premi Carles Salvador de Poesia en Valencià” de la Universidad Politécnica de Valencia. En 2012 forma parte del jurado de los “Premis Universitat de València d'Escriptura de Creació”, en la modalidad de poesía.

## Obra
- Ideologiari, recull de poemes. Catarroja. Col·lecció de poesia l'Alter. 2003[4]
- La quadratura del cercle. Recerca núm. 14. Brosquil Edicions. 2006. ISBN 9788497951715. Ganadora del “Premi de Poesia Manuel Rodríguez Martínez”[6]
- Càbala. Edicions 96. 2007. ISBN 978-84-95510-34-1. Ganadora del “Premi Marc Granell Vila d’Almussafes”[2]
- Refugi Incòlume. Editorial Denes. 2009. ISBN 978-84-96545-61-8. Ganadora del “Premi Carles Salvador”[7]

## Premios
- 2001. Finalista del “Premi Solstici “de Manises[1]
- 2002. Finalista del “Premi Vicent Andrés Estellés Ciutat de Burjassot”.[1]
- 2004. “Premi de Poesia Manel Rodríguez Martínez”, de la “Associació Amics de Joan Valls i Jordà d'Alcoi”[8]
- 2007. “Premis Marc Granell Vila d’Almussafes”[2]
- 2009. “Premi Carles Salvador de la Universitat Politècnica de València”[7]